# Errore relativo
L'errore relativo di una misura è generalmente definito come il rapporto tra l'errore assoluto e la miglior stima per il valore vero, cioè:
{\displaystyle E_{r}={\frac {E_{A}}{y_{m}}}}
dove:
- {\displaystyle E_{r}}: errore relativo
- {\displaystyle E_{A}}: errore assoluto
- {\displaystyle y_{m}}: valore medio.

L'errore relativo è una grandezza algebrica (cioè con segno), ma, essendo il rapporto fra due grandezze omogenee, è adimensionale (cioè priva d'unità di misura).
L'errore relativo nasce dall'esigenza d'interpretare velocemente se un errore è piccolo o grande (dunque se è più o meno tollerabile) confrontandolo direttamente con la grandezza misurata. Minore è il valore dell'errore relativo, maggiore sarà la precisione della misurazione effettuata.
In quest'ottica, per evitare di aver a che fare con numeri decimali poco pratici, l'errore relativo viene comunemente riportato con la notazione percentuale (in questo caso viene chiamato errore percentuale), cioè:
{\displaystyle E_{r\%}=E_{r}\cdot 100}
dove:
- {\displaystyle E_{r\%}}: errore relativo percentuale
- {\displaystyle E_{r}}: errore relativo.

Esempio:
Una lunghezza viene misurata come 200 cm, con un errore assoluto di 4 cm.
Questa misura può essere riportata come:
200 cm ± 4 cm;
200 cm ± 0,02;
200 cm ± 2 %.
A titolo puramente indicativo, si può dire che:
- le misure in ambito industriale, fatte con strumentazione tarata, si possono eseguire con approssimazioni complessive di qualche per cento (1-5%);
- le misure eseguite in laboratorio, in condizioni controllate, possono raggiungere approssimazioni di qualche per mille (0,1-0,5%);
- le misure effettuate in laboratori d'eccellenza o altamente specializzati possono ottenere approssimazioni inferiori all'uno per mille.